# Gamanderhof

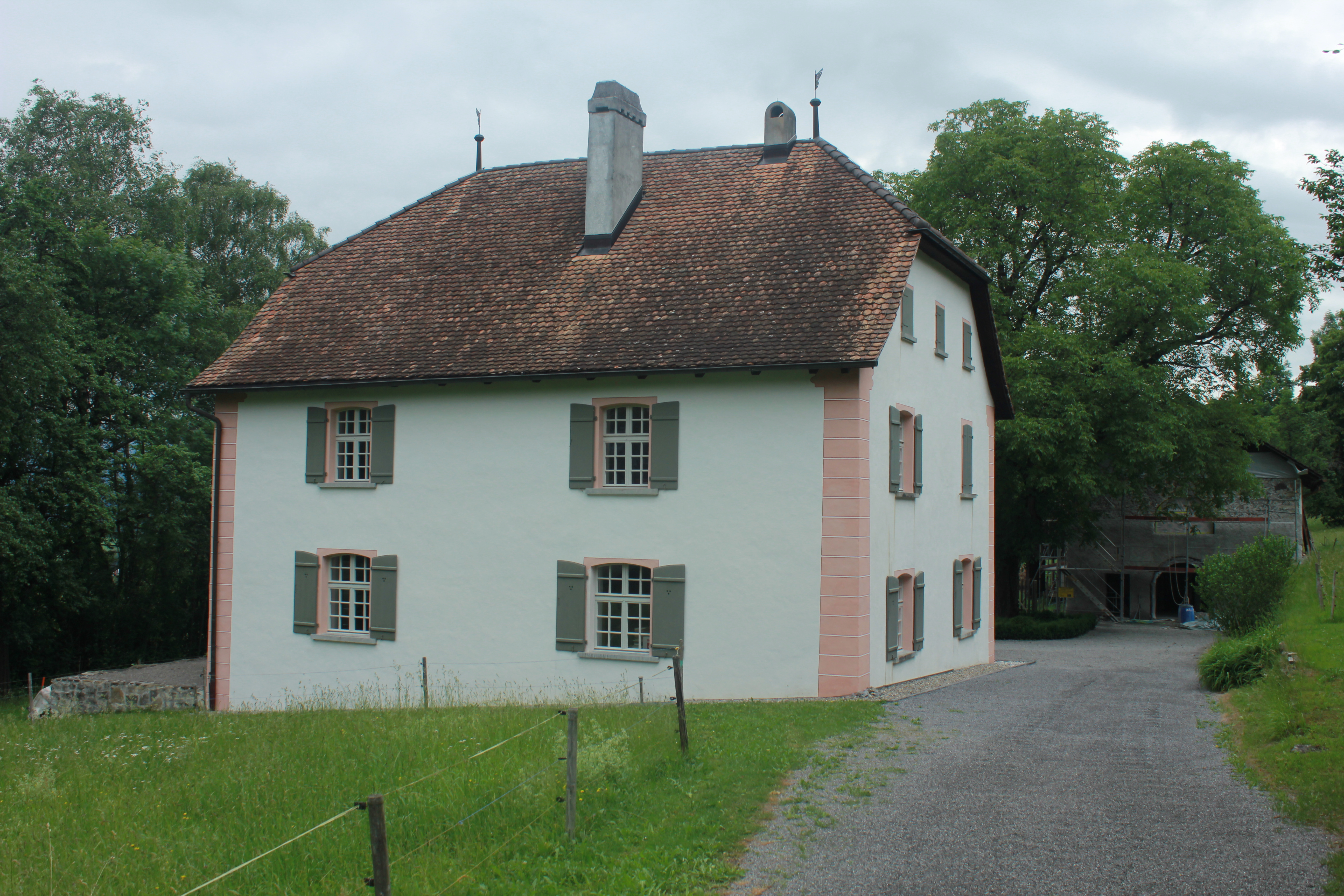
Wohn- und Ökonomiegebäude des Gamanderhofs

Der Gamanderhof in Schaan ist ein ehemaliger Meierhof, der in den Jahren 1720 bis 1722 gebaut wurde. Das Gehöft an der Strasse nach Planken steht in Hanglage und ist von Bäumen umgeben. Neben dem Wohnhaus befindet sich ein Wirtschaftsgebäude. Zusammen bilden sie eine ursprünglich mit einer Mauer umfriedete, rechteckige Hofanlage.

## Geschichte

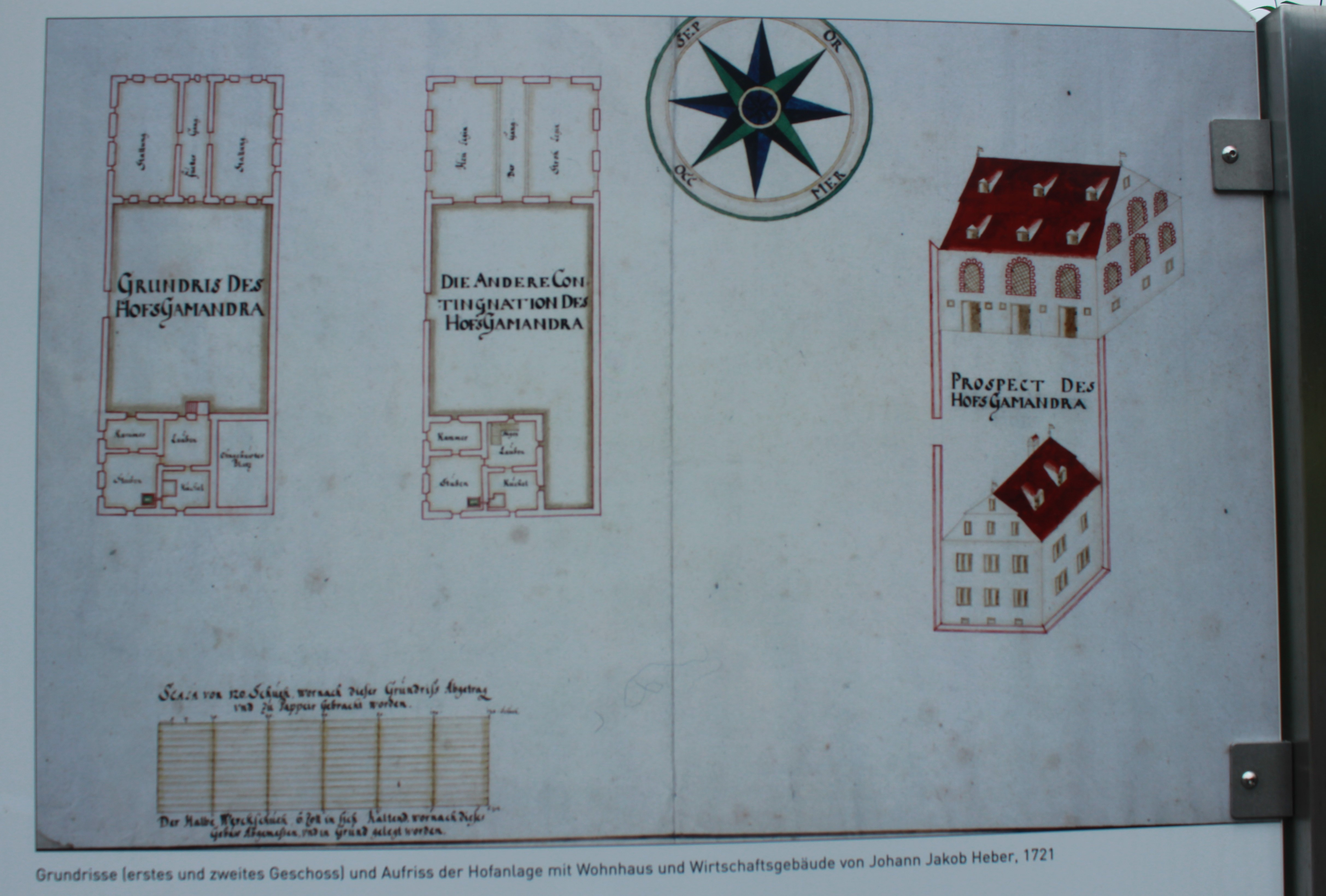
Bauplan von 1721

Der fürstliche Gutshof im Gamander oberhalb von Schaan gilt als das erste grössere Bauvorhaben nach der Übernahme der Landesherrschaft durch das Haus Liechtenstein. In der 1719 von Fürst Anton Florian erlassenen Dienstinstruktion war er als Massnahme zur Steigerung der in Eigenregie betriebenen Viehwirtschaft vorgesehen. Vom zentral gelegenen Gamanderhof aus wurden die herrschaftlichen Güter bewirtschaftet. Der Lindauer Geometer Johann Jacob Heber erstellte 1721 Pläne der Anlage in Grundrissen und Ansichten. Es könnte sich um die frühesten Baupläne Liechtensteins handeln.
Im Jahr 1726 betrug der Ertrag an Heu und Emd 26 Klafter im Wert von 156 Gulden, jener an Streu 22 Fuder im Wert von 66 Gulden. Aufgrund seiner Grösse erwies sich der Hof als nicht rentabel, weshalb er 1735 verpachtet wurde. 1780 wurde er für 15'000 Gulden an die Gemeinde Schaan verkauft. 1787 ging der Gamanderhof in Privatbesitz über. Käufer waren die Gebrüder Christoph und Anton Frommelt. Im 19. und 20. Jahrhundert gab es mehrere Besitzerwechsel. Ab 1943 befand er sich im Eigentum der Familie von Halem. 1951 wurde das Wohngebäude unter Denkmalschutz gestellt. 
Als die Besitzerfamilie den Gamanderhof 1997 zum Verkauf ausschrieb, war sein Schicksal unklar. Ein Überbauungsgesuch des Unternehmers Fritz Kaiser wurde im Jahr 2000 abgelehnt. 2001 wurde der Hof vom Land Liechtenstein für 5,75 Millionen Franken erworben. Die Initiative dazu ging vom Historischen Verein für das Fürstentum Liechtenstein (HVFL) aus. Nach einer Sanierung dient das Wohngebäude seit 2006 als Sitz des Historischen Vereins, der ursprünglich im Liechtensteinischen Landesarchiv in Vaduz untergebracht war. Seit 2020 ist die Kulturstiftung Liechtenstein im Gamanderhof domiziliert.

## Beschreibung

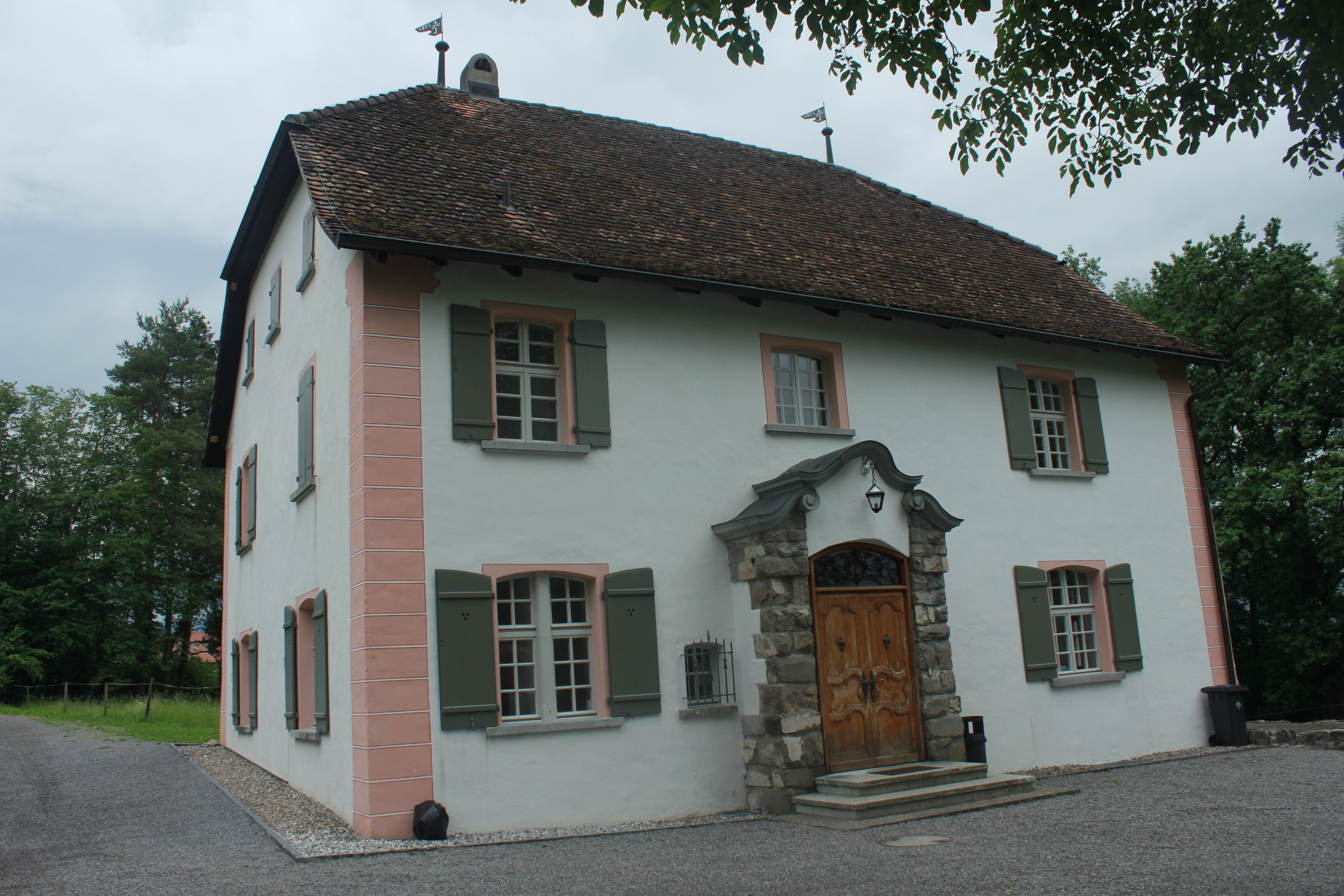
Eingangsfront des Wohngebäudes

Aus der Erbauungszeit datieren das Wohngebäude und Teile des Wirtschaftsgebäudes. Um 1890 wurde die westliche Hälfte des Wirtschaftsgebäudes abgebrochen. Die erhalten gebliebene östliche Hälfte dieser Stallscheune erhielt 1910 ihr heutiges Dach und wurde 1919 nach Norden erweitert. 
Das zweistöckige Wohngebäude aus Mauerwerk wurde 1943 renoviert und innen neu ausgebaut. Seine Raumstruktur entspricht der einfachen mittelalterlichen Ordnung, wie sie im Alpenraum bis ins 19. Jahrhundert angewendet wurde. Es handelt sich um ein Dreiraumhaus mit drei Kammern und einem Stiegenhaus im Erdgeschoss und einer weiteren Wohnung im Obergeschoss. Das Haus könnte somit von zwei Familien genutzt worden sein.
Bei den 2005 durchgeführten Sanierungsarbeiten kam an der Westseite des Wohngebäudes der Originalputz von 1721 zum Vorschein. Die Malerei am Gebäude und die Fensterlaibungen wurden aufgrund überlieferter Formen bei den Sanierungen 1943 und 2005 erneuert.